# Giải bóng đá nữ Cúp Quốc gia 2024
Giải bóng đá nữ Cúp Quốc gia 2024 là giải bóng đá chỉ dành cho nữ được tổ chức lần thứ sáu của giải bóng đá nữ Cúp Quốc gia diễn ra từ ngày 28 tháng 11 đến ngày 13 tháng 12 năm 2024.. Cúp Quốc gia nữ 2024 diễn ra tại Trung tâm Đào tạo bóng đá trẻ Việt Nam và sân vận động Thanh Trì.

## Vòng bảng

### Bảng A
| VT | Đội                   | ST | T | H | B | BT | BB | HS  | Đ | Phân hạng    |
| -- | --------------------- | -- | - | - | - | -- | -- | --- | - | ------------ |
| 1  | Phong Phú Hà Nam      | 3  | 3 | 0 | 0 | 8  | 2  | +6  | 9 | Vòng bán kết |
| 2  | Thành phố Hồ Chí Minh | 3  | 1 | 1 | 1 | 6  | 1  | +5  | 4 | Vòng bán kết |
| 3  | Hà Nội I              | 3  | 1 | 1 | 1 | 4  | 1  | +3  | 4 |              |
| 4  | Sơn La                | 3  | 0 | 0 | 3 | 2  | 16 | −14 | 0 |              |

| Phong Phú Hà Nam  | 1–0      | Thành phố Hồ Chí Minh |
| ----------------- | -------- | --------------------- |
| Lưu Hoàng Vân 59' | Chi tiết |                       |

| Hà Nội I                                                                         | 4–0      | Sơn La |
| -------------------------------------------------------------------------------- | -------- | ------ |
| - Vũ Thị Hoa 10' - Nguyễn Thị Tú Anh 32' - Phạm Hải Yến 38' - Nguyễn Thị Hoa 42' | Chi tiết |        |

| Sơn La                  | 2–6      | Phong Phú Hà Nam                                                                                                   |
| ----------------------- | -------- | --- |
| - Đặng Thị Mai 29', 85' | Chi tiết | - Tạ Thị Thủy 27' - Ngân Thị Thanh Hiếu 28', 37' - Lưu Hoàng Vân 34' - Trần Thị Lan Anh 56' - Nguyễn Thị Quỳnh 80' |

| Thành phố Hồ Chí Minh | 0–0      | Hà Nội I |
| --------------------- | -------- | -------- |
|                       | Chi tiết |          |

| Hà Nội I | 0–1      | Phong Phú Hà Nam     |
| -------- | -------- | -------------------- |
|          | Chi tiết | - Trần Thị Duyên 52' |

| Sơn La | 0–6      | Thành phố Hồ Chí Minh                                                                             |
| ------ | -------- | ------------------------------------------------------------------------------------------------- |
|        | Chi tiết | - Phan Thị Trang 2' - Ngô Thị Hồng Nhung 8' - Nguyễn Thị Tuyết Ngân 71', 89' - Huỳnh Như 62', 90' |

### Bảng B
| VT | Đội                      | ST | T | H | B | BT | BB | HS | Đ | Phân hạng    |
| -- | ------------------------ | -- | - | - | - | -- | -- | -- | - | ------------ |
| 1  | Than Khoáng Sản Việt Nam | 2  | 2 | 0 | 0 | 6  | 0  | +6 | 6 | Vòng bán kết |
| 2  | Thái Nguyên T&T          | 2  | 1 | 0 | 1 | 3  | 3  | 0  | 3 | Vòng bán kết |
| 3  | Hà Nội II                | 2  | 0 | 0 | 2 | 1  | 7  | −6 | 0 |              |

| Than Khoáng Sản Việt Nam                                                 | 4–0      | Hà Nội II |
| ------------------------------------------------------------------------ | -------- | --------- |
| - Nguyễn Thị Vạn 48', 49' - Hà Thị Nhài 79' - Nguyễn Thị Thúy Hằng 90+3' | Chi tiết |           |

| Hà Nội II            | 1–3      | Thái Nguyên T&T                                       |
| -------------------- | -------- | ----------------------------------------------------- |
| - Vũ Thị Huyền 90+4' | Chi tiết | - Nguyễn Thị Mỹ Anh 45+2', 69' - Ngọc Minh Chuyên 59' |

| Thái Nguyên T&T | 0–2      | Than Khoáng Sản Việt Nam    |
| --------------- | -------- | --------------------------- |
|                 | Chi tiết | - Trần Thị Thu Xuân 9', 15' |

## Tranh hạng Năm
| Hà Nội I | 3–0 | Hà Nội II |
| -------- | --- | --------- |
|          |     |           |

| Sơn La | 0–0 | Hà Nội II |
| ------ | --- | --------- |
|        |     |           |

| Hà Nội I | 6–0 | Sơn La |
| -------- | --- | ------ |
|          |     |        |

## Vòng Bán kết
| Phong Phú Hà Nam | 0–2 | Thái Nguyên T&T |
| ---------------- | --- | --------------- |
|                  |     |                 |

| Than Khoáng Sản Việt Nam | 1–1 | Thành phố Hồ Chí Minh |
| ------------------------ | --- | --------------------- |
|                          |     |                       |
| Loạt sút luân lưu        |     |                       |
|                          | 3–2 |                       |

## Trận tranh hạng ba
| Phong Phú Hà Nam | 1–4 | Thành phố Hồ Chí Minh |
| ---------------- | --- | --------------------- |
|                  |     |                       |

## Trận chung kết
| Thái Nguyên T&T | 0–1 | Than Khoáng Sản Việt Nam |
| --------------- | --- | ------------------------ |
|                 |     |                          |